# Wilma Gatta
Wilma Gatta (* 1. Dezember 1956 in Tione di Trento) ist eine ehemalige italienische Skirennläuferin.

## Karriere
Gatta gehörte in den 1970er Jahren zu den besten italienischen Skirennläuferin, wobei sie ihre Stärken in Riesenslalom und Slalom hatte. Einen ersten Erfolg feierte sie 1974 bei den Junioreneuropameisterschaften als sie hinter Evi Renoth und Monika Berwein aus der BRD die Bronzemedaille gewann.
Ihre ersten Weltcuppunkte gewann sie am 14. Januar 1976 beim Slalom von Les Gets mit Rang 5. Nachdem sie auch beim Riesenslalom von Kranjska Gora mit einem 8. Platz aufzeigen konnte, wurde Gatta für die Olympischen Winterspiele in Innsbruck nominiert. Nachdem sie im Slalom im ersten Durchgang ausgeschieden war, erreichte sie im Riesenslalom mit dem 7. Rang ein Ergebnis in der absoluten Weltspitze.
In den darauffolgenden Jahren konnte sich Gatta in der erweiterten Weltspitze etablieren, jedoch gelang ihr nie der absolute Durchbruch an die Weltspitze. Zwar gewann sie mehrere nationale Titel in Italien, sowie die Europacupwertung im Slalom in der Saison 1977/78, im Weltcup blieb ihr bestes ein 5. Platz, welchen sie am 19. Januar 1979 beim Slalom von Meiringen egalisierte.
1980 gelang ihr bei den Olympischen Winterspielen in Lake Placid mit Rang 10 nochmals eine Platzierung im Spitzenfeld, bevor sie schließlich nach der Saison ihre Karriere beendete.

## Erfolge

### Olympische Winterspiele
- Innsbruck 1976: 7. Riesenslalom, DNF Slalom
- Lake Placid 1980: 10. Slalom

### Weltmeisterschaften
- Innsbruck 1976: 7. Riesenslalom, DNF Slalom
- Garmisch-Partenkirchen 1978: 24. Slalom[1]
- Lake Placid 1980: 10. Slalom

### Weltcup
- 8 Platzierungen unter den besten 10

### Europacup
- Saison 1977/78: 1. Slalomwertung

### Junioreneuropameisterschaften
- Jasná 1974: 3. Slalom

### Italienische Meisterschaften
- Gold im Riesenslalom (1977)
- Gold in der Alpinen Kombination (1977, 1978)
- Silber im Riesenslalom (1975, 1976)
- Silber im Slalom (1977, 1978)